# أبو رديس
أبو رديس مدينة مصرية تتبع جنوب سيناء. تقع على خليج السويس جنوب أبو زنيمة على طريق مدينة الطور وجبل الطور. وتبلغ مساحتها نحو 2400 كيلو متر مربع، محاطة بسلاسل جبلية تتخللها بعض الوديان العميقة الخصبة، وأبو رديس هي أول مدينة بترولية في سيناء، حيث بدأ إنتاج البترول في حقولها البرية عام 1953، ثم اكتشف أول بئر بحري بها وهو حقل بلاعيم البحري عام 1961، أما إنتاج الغاز فبدأ بها عام 1976م، لذلك فإن أغلبية سكان أبو رديس من العاملين بشركات البترول والغاز المنتشرة هناك.

## دير السبع بنات

دير السبع بنات

أصبح وادي فيران منذ القرن الرابع بعد الميلاد أول وأعظم مركز مسيحي في شبه الجزيرة وكان مركز أساقفة سيناء وقد بني في نفس توقيت بناء دير سانت كاترين ليكون مقرا لإقامه الراهبات وتوجد به كنيسة صغيرة.

## وادي فيران

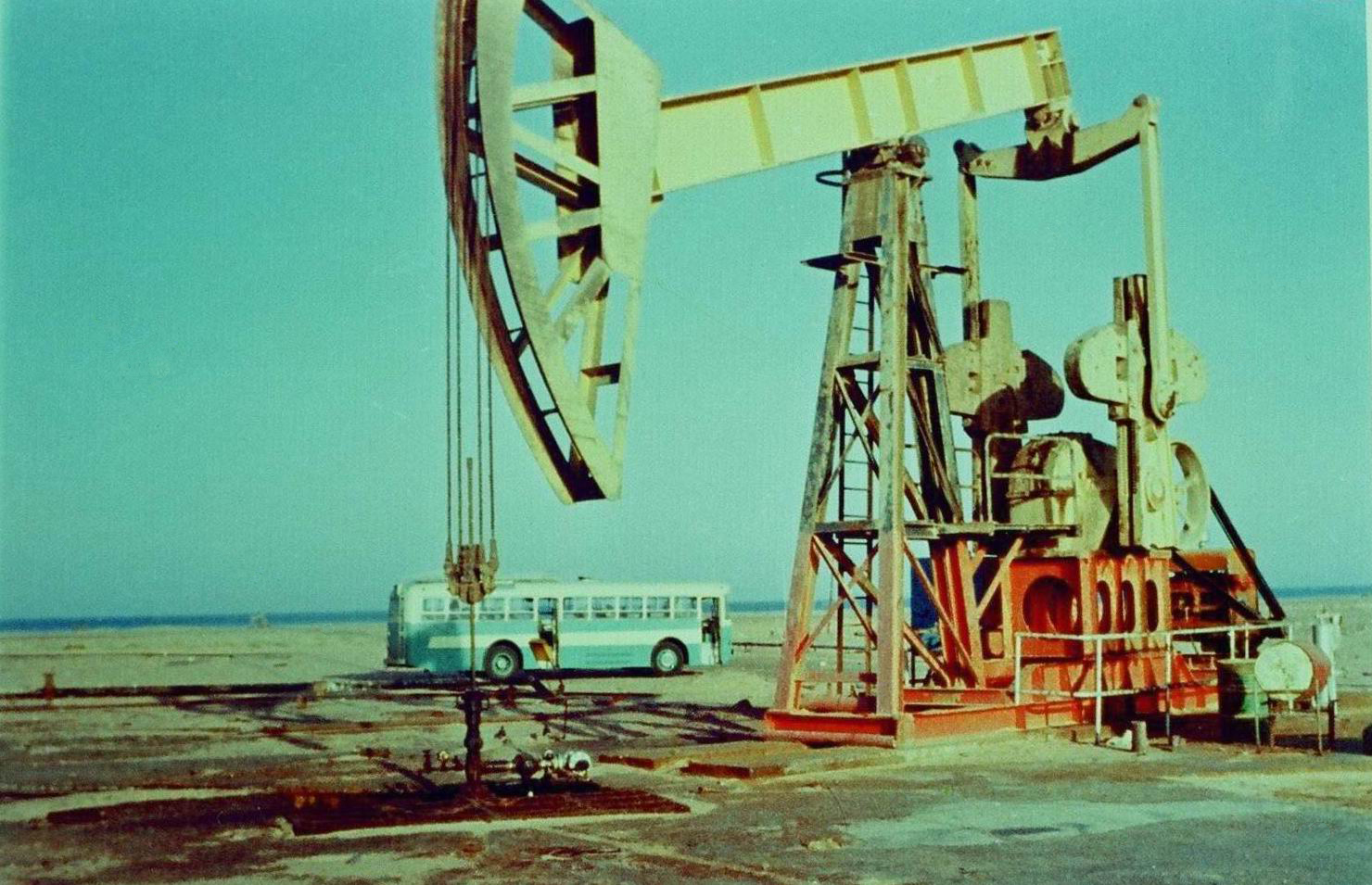
تحت الاحتلال 1970م

تقع قرية وادي فيران على بعد 90 كيلومترا، شرق مدينة أبو رديس بمحافظة جنوب سيناء، وتضم وادي فيران، 47 تجمعا رئيسيا، و22 تجمعا فرعيا (توابع)، يبلغ عدد سكان القرية بالتجمعات التابعة لها. ويوجد في وادي فيران عشرات الموقع الأثرية، ومنها (دير البنات)، كما يوجد بداخله عدد 2 كنيسة (كنيسة النبي موسى ـ كنيسة الأنبا ديميانوس)، أما جبل المناجاة فيقع على بعد نحو 1 كم من قرية وادى فيران غربا، أيضا منطقة البريجة وآثار نبطية، على بعد 3 كم من قرية وادي فيران، جبل الطاحونة (كنيسة النبي أليا ـ كنيسة النبى اكتافيوس)، كذلك سلسلة جبال سربال (سربال ـ سرابيل ـ حبورة ـ سجلية) بمنطقة سيل آجلة، إضافة للآثار الرومانية بمنطقة دير المحرض، ومنطقة آثار النواويس بوادي صواوين، والعديد من المواقع الأثرية الأخرى، بوادي فيران.

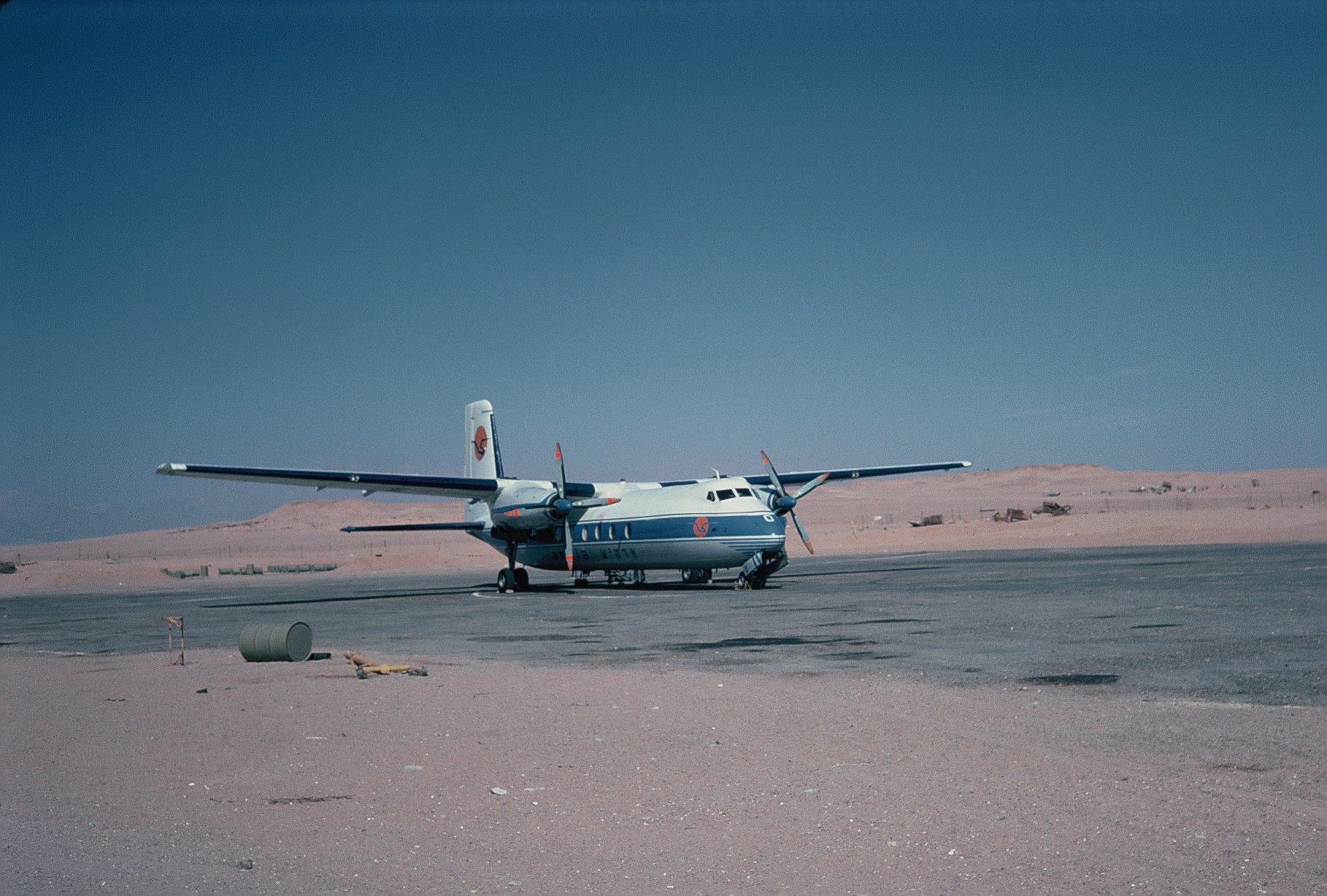
مطار أبو رديس للبترول تحت الاحتلال.

## وصلات خارجية
- الآثار المسيحية البيزنطية في سيناء
- السياحة البيئية والزراعية إضافة جديدة بوادى فيران[وصلة مكسورة]، جريدة الأهرام في 27 يوليو 2011
- وادي فيران.. يعاني الحصار المزدوج![وصلة مكسورة]، جريدة الأهرام في 29 يوليو 2010
- فيران..واحة المتعبدين وملجأ النساك الأوائل[وصلة مكسورة]، جريدة الأهرام في 3 يناير 2010
- التسامح في قلب سيناء طريق الحج المسيحي..تاريخ من التآخي واحترام العقائد[وصلة مكسورة]، جريدة الأهرام في	17 	يناير 2009
- النباتات الطبية المصرية تشفي أمراض العالم الذهب الأخضر في وادي الراحة!، جريدة الأهرام في 		21 ديسمبر 2007
- إبحــار في ذاكـرة المــكان 9 مواقـع بسـيناء مرشـحة لقائــمة التراث العالمـي، جريدة الأهرام في 	23 أبريل 2007
- الواحة والأسطورة عند مرفت رفعت[وصلة مكسورة]، جريدة الأهرام في 		11 يناير 2004
- مساجد سيناء.. تدخل مرحلة التوثيق[وصلة مكسورة]، جريدة الأهرام في 		17 نوفمبر 2003